# Stereoscopische film
Een 3D-film, driedimensionale film of stereoscopische film is een film waarin (schijnbare) diepte wordt gemaakt door stereoscopie.
In de jaren 20 begon de mens gebruik te maken van bewegende driedimensionale beelden. Om de projectie te bekijken moest men vrijwel steeds een bril dragen.
In de jaren 50 werd er met de anaglyfmethode geprojecteerd. Bwana Devil van Arch Oboler uit 1952 was de eerste langspeelfilm in drie dimensies die in gewone bioscoopzalen vertoond werd. Bekende 3D-films uit die periode zijn It Came from Outer Space en House of Wax uit 1953, Creature from the Black Lagoon en Dial M for Murder uit 1954. In de jaren 80 beleefde de 3D-film nog een comeback met onder andere een 3D-versie van Jaws.
Hierna kwam een betere methode in zwang, namelijk die met gepolariseerd licht. Deze methode was ook geschikt voor kleurenfilms maar was alleen bruikbaar in speciaal hiervoor aangepaste bioscopen. Ook werd deze toegepast in IMAX-filmzalen waardoor een spectaculair schouwspel gecreëerd werd.
In 2008 werd op het Nederlands Film Festival de eerste Nederlandse digitale korte 3D-film Boat Trip 3D vertoond. In 2009 kwam de 3D-film Avatar in de bioscoop, gevolgd door Tron: Legacy en Alice in Wonderland in 2010. De film Nova Zembla (2011) is de eerste Nederlandse avondvullende 3D-film.

## Kritiek
Diepte kan veel eenvoudiger gesuggereerd worden door de camera een beetje te verplaatsen. Ervaren stereofotografen zijn dan ook van mening dat een stereofilm, evenals een stereofoto, spectaculair kan zijn, maar dat stereo voor speelfilms nauwelijks een verbetering is.